# Gipp

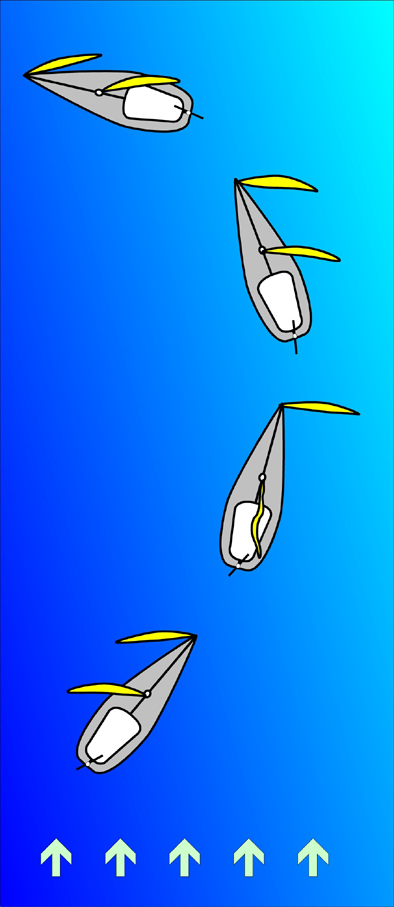
Gipp

Gipp, vändning undan vinden eller undanvindsvändning, är en manöver i segling där en segelbåt eller ett segelfartyg faller av tills man har vinden rakt akterifrån, låter aktern passera vindögat och fortsätter vändningen tills storseglet (eller det största snedseglet) får vinden in från baksidan och drar den eventuella bommen med sig till den andra sidan. När seglet så bytt sida seglar man för nya halsar, alltså med vinden in från andra sidan. I hård vind kan det vara besvärligt att genomföra en kontrollerad gipp om båten har stora snedsegel satta, medan en undanvindsvändning är odramatisk med råsegelriggade farkoster.
En alternativ manöver är en stagvändning, även kallad genomvindsvändning eller slag, där man istället går upp i vind och låter fören passera vindögat. I kraftig sjögång med minskade segel kan det dock vara svårt att få upp den fart som stagvändningen kräver. Med råsegelrigg backar seglen i närheten av vindögat och undanvindsvändning, som med råsegel är oproblematisk (förutsatt att man har tillräckligt utrymme), är ofta den enda möjligheten.

## Gipp med snedsegelrigg
En ofrivillig gipp kan inträffa då man styr slarvigt, då vågor vänder båtens akter eller utan någon kursändring i byig vind eller då vågor får bommen att svänga eller seglet att fladdra. 
Om bommen kommer åt att fritt svänga över från den ena sidan till den andra kan den få hög fart och i värsta fall orsaka skallskador, kasta besättning överbord, slita loss den lösta bardunen ifall den är på fel sida av bommen, slita av ett vant, bryta masten eller till och med trycka ner fören under vattenytan och därigenom orsaka kantring.
En överraskande eller annars okontrollerad gipp kan alltså vara farlig och gippar undviks vanligen, i synnerhet i hårt väder. Man kan kontrollera gippen genom att skota hem seglet midskepps och föra över rodret tills seglet fångar vinden på andra sidan. 